# Torneo de Metz 2016
El Moselle Open 2016 es un torneo de tenis jugado en canchas duras bajo techo. Es la 19 ª edición del Moselle Open , y forma parte de la ATP World Tour 250 series del 2016. Se llevará a cabo en el Parc des Expositions de Metz Métropole, Francia, del 19 al 25 de septiembre de 2016.

## Cabeza de serie

### Individual
| Tenista       | Ranking | Preclasificada |
| Dominic Thiem | 10      | 1              |
| David Goffin  | 14      | 2              |
| Lucas Pouille | 18      | 3              |
| Gilles Simon  | 28      | 4              |
| Martin Kližan | 31      | 5              |
| Gilles Müller | 37      | 6              |
| Benoît Paire  | 38      | 7              |
| Nicolas Mahut | 40      | 8              |

- El Ranking es de 12 de septiembre de 2016.

### Dobles
| Tenista                                 | Ranking | Preclasificada |
| Julien Benneteau Édouard Roger-Vasselin | 50      | 1              |
| Oliver Marach Fabrice Martin            | 65      | 2              |
| Mate Pavić Michael Venus                | 76      | 3              |
| Robert Lindstedt Aisam-ul-Haq Qureshi   | 79      | 4              |

## Campeones

### Individual Masculino
Lucas Pouille venció a  Dominic Thiem por 7-6(5), 6-2

### Dobles Masculino
Julio Peralta /  Horacio Zeballos vencieron a  Mate Pavic /  Michael Venus por 6-3, 7-6(4)